# Brod (Foča)
Pour les articles homonymes, voir Brod.
Brod (en serbe cyrillique : Брод) est un village de Bosnie-Herzégovine. Il est situé dans la municipalité de Foča et dans la république serbe de Bosnie. Selon les premiers résultats du recensement bosnien de 2013, il compte 403 habitants.

## Géographie
Brod est situé sur les bords de la Drina.

## Démographie

### Répartition de la population par nationalités (1991)
En 1991, le village comptait 600 habitants, répartis de la manière suivante :

### Communautés locales
En 1991, la communauté locale de Brod comptait 1 645 habitants, répartis de la manière suivante :
La communauté locale de Brod na Drini (« Brod sur la Drina ») comptait 1 581 habitants, répartis de la manière suivante :